# Termodinámica química
Termodinámica química es el estudio de la interrelación entre el calor y el trabajo con reacciones químicas o con cambios físicos del estado dentro de los confines de las leyes termodinámicas. La termodinámica química involucra no sólo mediciones de varias propiedades termodinámicas en el laboratorio, sino también la aplicación de métodos matemáticos al estudio de preguntas químicas y a las reacciones de los procesos.
La estructura de la química termodinámica está basada en las primeras dos leyes de la termodinámica. Comenzando a partir de la primera y segunda ley de la termodinámica, cuatro expresiones matemáticas llamadas "ecuaciones fundamentales de Gibbs" se pueden obtener. A partir de estas cuatro, gran cantidad de ecuaciones relacionadas con propiedades termodinámicas del sistema termodinámico pueden ser derivadas utilizando matemáticas relativamente sencillas. Esto delinea la infraestructura matemática de la termodinámica química.

## Historia

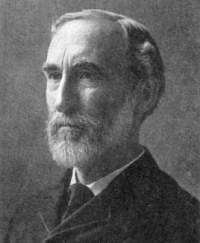
J. Willard Gibbs – fundador de la termodinámica química

En 1865, el físico alemán Rudolf Clausius en su Teoría Mecánica del Calor sugirió que los principios de la termoquímica, por ejemplo el calor producido en reacciones de combustión, podían ser aplicados a los principios de la termodinámica.  Ampliando el trabajo de Clausius, entre los años 1873 y 1876 el físico-matemático americano Willard Gibbs publicó una serie de tres artículos, siendo el más famoso de ellos En el Equilibrio de Sustancias Heterogéneas. En estos artículos, Gibbs mostró cómo las primeras dos leyes de la termodinámica podían ser medidas de manera gráfica y matemática para determinar tanto el equilibrio termodinámico de las reacciones químicas como su respectiva tendencia a ocurrir o proceder. La colección de artículos de Gibbs proporcionó el primer cuerpo unificado de teoremas termodinámicos a partir de los principios desarrollados por otros, tales como Clausius y Sadi Carnot.
A inicios del siglo XX, dos grandes publicaciones aplicaron exitosamente en procesos químicos los principios desarrollados por Gibbs y fue así como se estableció el fundamento para la ciencia de la termodinámica química. La primera publicación fue el libro de texto de 1923 Termodinámica y la Energía Libre de las Sustancias Químicas por Gilbert N. Lewis y Merle Randall. Este libro fue responsable de reemplazar afinidad química por el término energía libre en el mundo del habla inglés. La segunda fue el libro de 1933 Termodinámica Moderna por los métodos de Willard Gibbs escrito por E. A. Guggenheim. En esta manera, Lewis, Randall y Guggenheim son considerados como los fundadores de la termodinámica química moderna debido a la gran contribución que generaron estos dos libros en unificar la aplicación de la termodinámica a la química.

## Resumen
El principal objetivo de la termodinámica química es la creación de un criterio para la determinación de la viabilidad o espontaneidad de una transformación dada. De esta manera, la termodinámica química es comúnmente utilizada para predecir los intercambios de energía que ocurren en los siguientes procesos:
1. Reacciones químicas
2. Cambios de fase
3. La formación de soluciones

Las siguientes funciones de estado son la principal preocupación en la termodinámica química:
- Energía interna ({\displaystyle U})
- Entalpía ({\displaystyle H})
- Entropía ({\displaystyle S})
- Energía libre de Gibbs ({\displaystyle G})

Muchas identidades en la termodinámica química surgen de la aplicación de la primera y segunda leyes de la termodinámica, particularmente la ley de la conservación de energía a estas funciones de estado.
Las tres leyes de la termodinámica:
1. La energía del universo es constante.
2. En cualquier proceso espontáneo siempre hay un incremento de la entropía en el universo.
3. La entropía de un cristal perfecto en el 0 kelvin es cero.

## Energía química
Energía química es el potencial de una sustancia química para experimentar una transformación a través de una reacción química o para transformar otras sustancias químicas. Romper o generar enlaces químicos implica energía, la cual puede ser absorbida o generada de un sistema químico.
La energía que puede ser liberada (o absorbida) debido a una reacción entre un conjunto de sustancias químicas es igual a la diferencia entre el contenido energético en los productos y reactivos. Este cambio en la energía es llamado el cambio en la energía interna de una reacción química. Donde {\displaystyle \Delta _{\rm {f}}{U^{\circ }}_{\mathrm {reactivos} }} es la energía interna de la formación de moléculas de reactivos que puede ser calculado a partir de las energías de enlace de varios enlaces químicos de las moléculas bajo consideración y {\displaystyle \Delta _{\rm {f}}{U^{\circ }}_{\mathrm {productos} }} es la energía interna de la formación de las moléculas de producto. El cambio en la energía interna de un proceso es igual al cambio de calor si es medido bajo condiciones de volumen constante, así como en un contenedor rígido tal como una bomba calorimétrica. Sin embargo, bajo condiciones de presión constante, como reacciones en recipientes abiertos a la atmósfera, el cambio de calor medido no siempre es igual al cambio de energía interna, ya que el trabajo presión-volumen también libera o absorbe energía. (El cambio de calor a presión constante es llamado cambio de entalpía; para este caso la entalpía de formación).
Otro término útil es el calor de combustión, el cual es la energía liberada debido a una reacción de combustión y es comúnmente aplicado en el estudio de combustibles. La comida es similar a combustibles hidrocarburo y carbohidrato y cuando se oxida su contenido calórico es similar (sin valorarlo de la misma forma que un hidrocarburo).
En termodinámica química el término utilizado para la energía potencial química es potencial químico y para la transformación química una ecuación sumamente utilizada es la ecuación Gibbs-Duhem.

## Reacciones químicas
En muchos casos de interés en la termodinámica química existen grados de libertad internos y procesos como reacciones químicas y transiciones de fase, las cuales siempre generan entropía a menos que se encuentren en equilibrio o mantenidas en un "equilibrio constante" a través de cambios "cuasi-estáticos" al ser sumados a dispositivos limitantes como pistones o electrodos, con el fin de entregar y recibir trabajo externo. Incluso para materiales "bulto" homogéneos las funciones de energía libre dependen de la composición, así como potenciales termodinámicos extensivos, incluyendo la energía interna. Si las cantidades { Ni }, el número de especies químicas son omitidos de la fórmula, es imposible describir cambios en la composición.

### Función Gibbs
Para un sistema "bulto" (no estructurado) hay variables extensivas. Para un sistema "bulto" homogéneo no estructurado, aún hay varias variables composicionales "extensivas" { Ni } que G depende de, el cual especifica la composición, la cantidad de cada sustancia química, expresada como el número de moléculas presentes o (divididas por el número de Avogadro), el número de moles.
{\displaystyle G=G(T,P,\{N_{i}\})\,.}
Para el caso en donde únicamente PV realizan trabajo es posible
{\displaystyle \mathrm {d} G=-S\,\mathrm {d} T+V\,\mathrm {d} P+\sum _{i}\mu _{i}\,\mathrm {d} N_{i}\,}
en donde {\displaystyle \mu _{i}} es el potencial químico para el i-ésimo componente en el sistema
{\displaystyle \mu _{i}=\left({\frac {\partial G}{\partial N_{i}}}\right)_{T,P,N_{j\neq i},etc.}\,.}
La expresión para {\displaystyle \mathrm {d} G} es muy útil a {\displaystyle T} y {\displaystyle P} constantes, condiciones que son fáciles de alcanzar de manera experimental y que aproximan la condición en criaturas vivientes
{\displaystyle (\mathrm {d} G)_{T,P}=\sum _{i}\mu _{i}\,\mathrm {d} N_{i}\,.}

### Afinidad química
Mientras esta formulación es matemáticamente justificable, no es particularmente clara desde que no se puede de manera simple remover o añadir moléculas de un sistema. Siempre hay un proceso involucrado en cambiar la composición; por ejemplo, una (o varias) reacciones químicas o movimiento de moléculas de una fase (líquida) a otra (gas o sólida). Debemos encontrar la notación que no parezca insinuar que la cantidad de componentes ( Ni } puede ser cambiado de manera independiente. Todos los procesos reales obedecen a la conservación de masa y además, la conservación del número de átomos de cada clase. Sin importar las moléculas transferidas hacia o desde, deben considerarse parte del "sistema".
Consecuentemente se introduce una variable explícita para representar el grado de avance de un proceso, una variable de progreso,  ξ para el alcance de la reacción (Prigogine & Defay, p. 18; Prigogine, pp. 4–7; Guggenheim, p. 37.62), y para el uso de la derivada parcial {\displaystyle \partial G/\partial \xi } (en lugar del muy utilizado {\displaystyle \Delta G}, desde que la cantidad en cuestión no es una carga finita). El resultado es una clara expresión para la dependencia de dG en reacciones químicas (u otros procesos). Si hay sólo una reacción
{\displaystyle (\mathrm {d} G)_{T,P}=\left({\frac {\partial G}{\partial \xi }}\right)_{T,P}\mathrm {d} \xi .\,}
Si introducimos el coeficiente estequiométrico para el i-ésimo componente en la reacción
{\displaystyle \nu _{i}={\frac {\partial N_{i}}{\partial \xi }}}
que dice cuántas moléculas de {\displaystyle i} son producidas o consumidas, obtenemos una expresión algebraica para la derivada parcial
{\displaystyle \left({\frac {\partial G}{\partial \xi }}\right)_{T,P}=\sum _{i}\mu _{i}\nu _{i}=-\mathbb {A} \,}
donde, (De Donder; Progoine & Defay, p. 69; Guggenheim, pp. 37,240), se introduce un histórico y conciso nombre para esta cantidad, la "afinidad", simbolizada con una A, introducida por Théophile de Donder en 1923. El signo menos viene de la aseveración de que la afinidad fue definida para representar la regla acerca de que los cambios espontáneos siempre ocurren cuando el cambio en la energía libre de Gibbs del proceso es negativo, significando que las especies químicas tienen una afinidad positiva entre ellas. El diferencial para G toma una forma simple que muestra su dependencia en el cambio composicional
{\displaystyle (\mathrm {d} G)_{T,P}=-\mathbb {A} \,\mathrm {d} \xi \,.}
Si hay un número de reacciones químicas llevándose a cabo de manera simultánea, como es el caso de
{\displaystyle (\mathrm {d} G)_{T,P}=-\sum _{k}\mathbb {A} _{k}\,\mathrm {d} \xi _{k}\,.}
una serie de reacciones coordinan { ξj }, evadiendo la idea que de la cantidad de componentes ( Ni } puede ser cambiado de manera independiente. Las expresiones mostradas anteriormente son iguales a cero en el equilibrio termodinámico, mientras que en el caso general para sistemas reales son negativos, ya que todas las reacciones químicas generadas en un rango finito produce entropía. Esto se puede hacer aún más explícito al introducir los rangos de la reacción dξj/dt. Para cada y todo proceso físicamente independiente (Prigogine & Defay, p. 38; Prigogine, p. 24)
{\displaystyle \mathbb {A} \ {\dot {\xi }}\leq 0\,.}
Este es un resultado significativo desde que los potenciales químicos son variables intensivas de un sistema, dependiendo sólo del entorno local molecular. No pueden "saber" si la temperatura y presión (u otras variables de sistema) van a ser constantes a lo largo del tiempo. Es un criterio puramente local y debe permanecer a pesar de cualquier otra constante. Por supuesto pudo ser obtenido al tomar derivadas parciales de cualquier otra de las funciones fundamentales de estado, pero no obstante es un criterio general para (−T veces) la producción de entropía de un proceso espontáneo o al menos cualquier parte de la misma que no es tomada como trabajo externo. (Ver Restricciones abajo).
Ahora dejamos descansar el requerimiento de un sistema “bulto” homogéneo al permitir que los potenciales químicos y la afinidad aplicada a cada localidad en que una reacción química (o cualquier otro proceso) está llevándose a cabo. Tomando en cuenta la producción de entropía debido a procesos irreversibles, la desigualdad para {\displaystyle \mathrm {d} G} es ahora reemplazada por una igualdad
{\displaystyle \mathrm {d} G=-S\,\mathrm {d} T+V\,\mathrm {d} P-\sum _{k}\mathbb {A} _{k}\,\mathrm {d} \xi _{k}+W'\,}
o
{\displaystyle \mathrm {d} G_{T,P}=-\sum _{k}\mathbb {A} _{k}\,\mathrm {d} \xi _{k}+W'.\,}
Cualquier disminución en la función Gibbs de un sistema es el límite superior para cualquier trabajo isotérmico, isobárico que pueda ser capturado en los alrededores, o podría ser simplemente disipado, mostrándose como T veces un incremento correspondiente en la entropía del sistema y/o su entorno. O podría en parte ir hacia un trabajo externo y parte hacia crear entropía. El punto importante es que el alcance de reacción para una reacción química debe ser emparejado con el desplazamiento de una cantidad mecánica o eléctrica externa de una manera en que una pueda avanzar únicamente si la otra lo hace. El emparejamiento puede ser ocasionalmente rígido, pero es a menudo flexible y variable.

### Soluciones
En solución química y bioquímica, la energía libre de Gibbs decrece ({\displaystyle \partial G/\partial \xi }, en unidades molares, denotada de forma críptica por {\displaystyle \Delta G}) es comúnmente utilizada como un sustituto para ({\displaystyle -T} veces) la entropía producida por reacciones químicas espontáneas en situaciones donde no se ha realizado trabajo, o al menos no trabajo "útil"; por ejemplo, aparte de, quizás alguna {\displaystyle \pm P\,\mathrm {d} V}. La afirmación de que toda reacción espontánea tiene una {\displaystyle \Delta G} negativa es simplemente una reafirmación de la relación termodinámica fundamental, otorgándole las dimensiones físicas de energía y en cierto modo oscureciendo su significado en términos de entropía. Cuando no hay un trabajo útil que se realice, será menos engañoso utilizar las transformaciones Legendre de la entropía apropiadas para la constante {\displaystyle T} o para la constante {\displaystyle T} y {\displaystyle P}, las funciones Massieu {\displaystyle -F/T} y {\displaystyle -G/T} respectivamente.

## No equilibrio
Generalmente los sistemas tratados con la termodinámica química convencional están en equilibrio o cerca de este. Ilya Prigogine desarrolló el tratamiento termodinámico de sistemas abiertos que están lejos del equilibrio. Realizando este trabajo descubrió fenómenos y estructuras de tipos completamente nuevos e inesperados. Su termodinámica generalizada, no linear e irreversible encontró sorprendentes aplicaciones en una gran variedad de campos.
La termodinámica del no equilibrio ha sido aplicada para explicar cómo estructuras ordenadas, por ejemplo sistemas biológicos, pueden desarrollarse a partir del desorden. Aun si las relaciones Onsager son utilizadas, los principios clásicos del equilibrio en termodinámica todavía muestran que los sistemas lineales cercanos al equilibrio siempre desarrollan estados de desorden que son estables ante perturbaciones y no pueden explicar la existencia de estructuras ordenadas.
Prigogine llamó a estos sistemas sistemas disipativos porque están formados y sostenidos por procesos disipativos que se llevan a cabo debido al intercambio de energía entre el sistema y su ambiente y porque desaparecen si ese intercambio se interrumpe. Comúnmente se dice que viven en simbiosis con su ambiente.
El método que Prigogine utilizó para estudiar la estabilidad de las estructuras disipativas frente a perturbaciones es de gran interés general. Hace posible el estudio de problemas variados como problemas de tránsito en la ciudad, la estabilidad de comunidades de insectos, el desarrollo de estructuras biológicas ordenadas y el crecimiento de las células cancerosas por mencionar algunos ejemplos.

### Restricciones del sistema
En esta consideración, es esencial entender el rol de las paredes y otras restricciones y la distinción entre procesos independientes y acoplamiento. Contrario a las claras implicaciones de varias fuentes de referencia, el análisis previo no está restringido a sistemas bulto homogéneos e isotrópicos que pueden entregar únicamente trabajo PdV al mundo exterior, pero aplica a los sistemas más estructurados. Existen sistemas complejos con muchas "reacciones" químicas ocurriendo al mismo tiempo, algunas de las cuales son sólo partes del proceso general. Un proceso "independiente" es el que "puede" llevarse a cabo incluso si otros son inexplicablemente detenidos en su camino. Entendiendo esto probablemente como un “experimento de ideas” en cinética química, pero ejemplos actuales existen.
Una reacción de gas que resulta en un incremento en el número de moléculas conducirá a un incremento en el volumen a una presión externa constante. Si ocurre dentro de un cilindro cerrado con un pistón, la reacción equilibrada puede proceder sólo realizando trabajo en contra de una fuerza externa en el pistón. La variable extensiva para la reacción puede incrementar sólo si el pistón se mueve y a la inversa, si el pistón es presionado hacia dentro entonces la reacción se lleva a cabo al revés.
De manera similar, una reacción redox puede ocurrir en una celda electroquímica con el paso de corriente en los cables que conectan los electrodos. Las medias reacciones en la celda y electrodos están restringidas si no existe corriente que fluya en la celda. La corriente puede ser disipada como calor en joules o puede utilizarse como un dispositivo eléctrico, por ejemplo motor realizando trabajo mecánico. Una batería de automóvil plomo-ácido se puede recargar, conduciendo la reacción química de manera inversa. En este caso la reacción no es un proceso independiente. Algunas, posiblemente la mayoría, de las reacciones con energía libre de Gibbs pueden distribuirse como trabajo externo. 
La hidrólisis del ATP a ADP y fosfato puede conducir el trabajo fuerza distancia entregado por músculos vivos y la síntesis del ATP es conducida por una cadena redox en la mitocondria y cloroplastos, que involucran el transporte de iones cruzando las membranas de éstos organelos celulares. El emparejamiento de los procesos aquí y en los ejemplos siguientes es a menudo incompleto. El gas puede fugarse lentamente de un pistón, justo como si pudiera fugarse lentamente de un globo de caucho. Algunas reacciones pueden ocurrir en la batería aún si no fluye corriente externa. Usualmente hay un coeficiente de emparejamiento, el cual depende de índices relativos y que determina el porcentaje de la energía libre manejada convertida en trabajo externo o capturada como "trabajo químico"; un nombre poco apropiado para la energía libre de otro proceso químico.

## Lectura adicional
- Herbert B. Callen (1960). Thermodynamics. Wiley & Sons. The clearest account of the logical foundations of the subject. ISBN 0-471-13035-4. Library of Congress Catalog n.º 60-5597
- Ilya Prigogine & R. Defay, translated by D.H. Everett; Chapter IV (1954). Chemical Thermodynamics. Longmans, Green & Co. Exceptionally clear on the logical foundations as applied to chemistry; includes non-equilibrium thermodynamics.
- Ilya Prigogine (1967). Thermodynamics of Irreversible Processes, 3rd ed. Interscience: John Wiley & Sons. A simple, concise monograph explaining all the basic ideas. Library of Congress Catalog n.º 67-29540
- E.A. Guggenheim (1967). Thermodynamics: An Advanced Treatment for Chemists and Physicists, 5th ed. North Holland; John Wiley & Sons (Interscience). A remarkably astute treatise. Library of Congress Catalog n.º 67-20003
- Th. De Donder (1922). Bull. Ac. Roy. Belg. (Cl. Sc.) (5) 7: 197, 205.